# Alan Poindexter
Alan Goodwin "Dex" Poindexter (5. november 1961 – 1. juli 2012) var en NASA-astronaut og søofficer. Han var søn af John Poindexter, kendt fra Iran-Contra-skandalen. Alan Poindexter tog en bachelorgrad i flyteknik fra Georgia Institute of Technology i 1986 og en master i luftfartsteknik fra United States Naval Postgraduate School i 1995. 
Poindexter blev udvalgt af NASA i 1998 og blev trænet som rumfærgepilot. I december 2002 blev han udnævnt til pilot på STS-120, der har bragt Harmony-modulet til Den Internationale Rumstation, men på baggrund af den store omlægning af planerne efter Columbia-ulykken to måneder senere, kom han ikke af sted. I juli 2006 blev han udnævnt til pilot på STS-122, der var bragte Columbusmodulet op til stationen i februar 2008.
I 2009 fungerede Poindexter som CAPCOM (leder af kommunikationen) på STS-125 og senere også med STS-127. I juli 2009 var han kaptajn på STS-131, der blandt andet medbragte et Multi-Purpose Logistics Module til rumstationen. Han lod sig pensionere i 2010 efter en alvorlig infektion, som han pådrog sig i forbindelse med sin sidste mission. I alt nåede han at være i rummet i 27 dage, 21 timer og 9 minutter.
Poindexter døde i forbindelse med en ulykke på jetski, hvor hans søn ramte ham. Poindexter var i første omgang ved bevidsthed, men døde senere på hospitalet.